# Blahovișcenka, Novotroiițke
Blahovișcenka (în ucraineană Благовіщенка) este un sat în așezarea urbană Novotroiițke din regiunea Herson, Ucraina.

## Demografie
Componența lingvistică a localității Blahovișcenka
     Ucraineană (92,76%)
     Rusă (4,83%)
     Română (1,61%)
     Alte limbi (0,81%)
Conform recensământului din 2001, majoritatea populației localității Blahovișcenka era vorbitoare de ucraineană (92,76%), existând în minoritate și vorbitori de rusă (4,83%) și română (1,61%).